# Flauchersteg

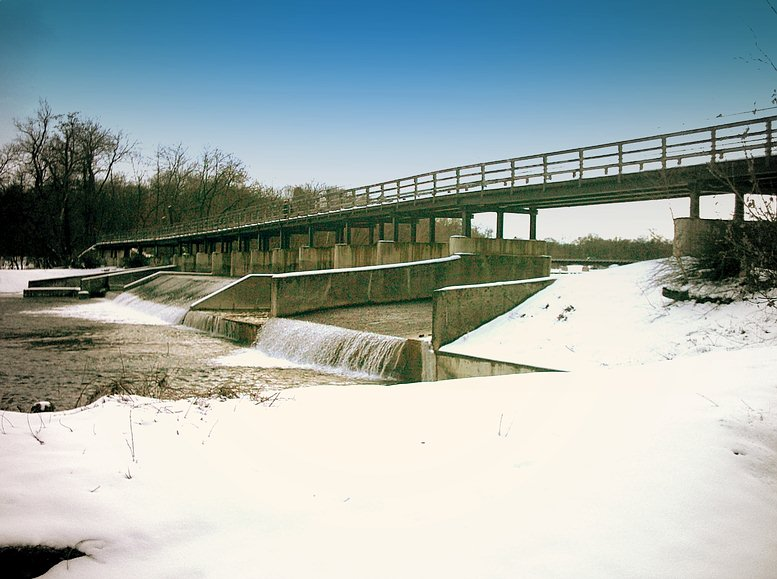
Flauchersteg im Winter 2006

Der Flauchersteg ist eine Fußgängerbrücke über die Isar in München.

## Lage
Der Flauchersteg liegt am Südende des Flauchers und verläuft über die Thalkirchner Überfälle, ein Wehr und mehrere Kiesinseln, an denen die Isar einen Höhenunterschied von etwa 2,50 Metern überwindet. Das nördliche Drittel des Stegs liegt noch im Stadtbezirk Sendling, die südlichen zwei Drittel verlaufen über Thalkirchner Gebiet. Der Steg endet im Bezirksteil Siebenbrunn des Stadtbezirks Untergiesing-Harlaching und verbindet so drei Münchner Stadtteile miteinander. Die Fortsetzung des Flaucherstegs vom Flaucher aus nach Westen über den großen Stadtbach bildet die Schinderbrücke.

## Geschichte

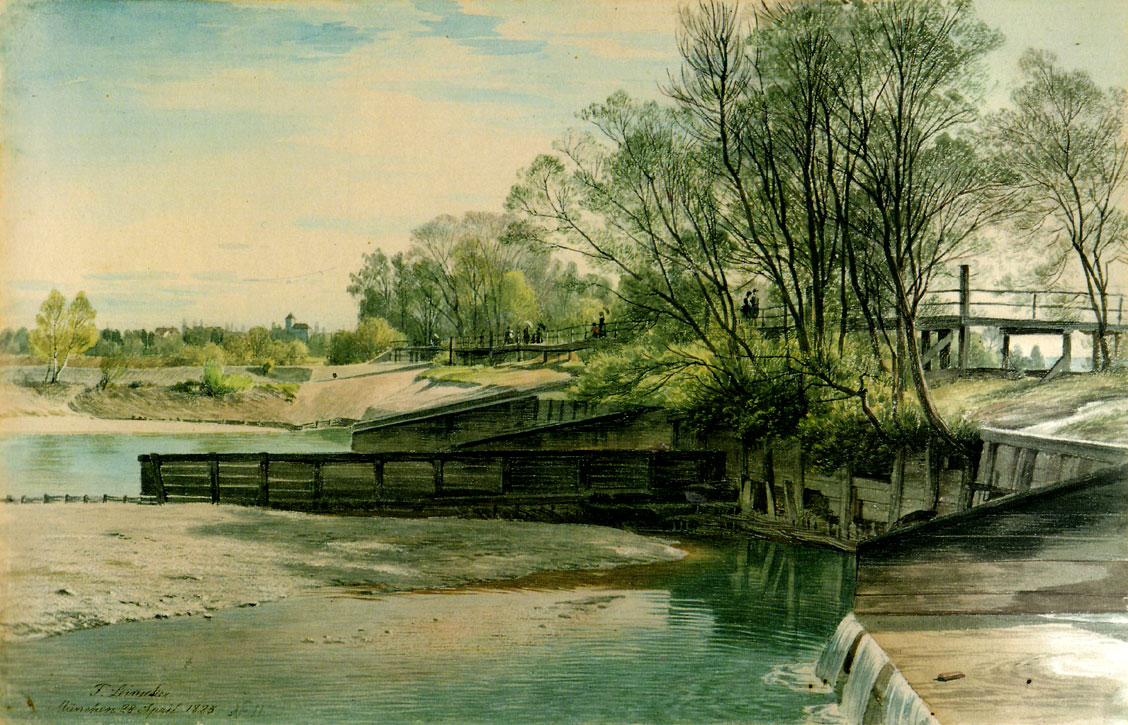
Der Flauchersteg, Kolorierte Zeichnung von Franz Leinecker (1885)

Für das Wehr an den Thalkirchner Überfällen, das zur Ableitung des Großen Stadtbachs von der Isar diente, gab es schon früher einen Werksteg für Wartungsarbeiten. Ein richtiger Fußgängersteg wurde aber erst 1885 errichtet und bereits 1890 durch einen Neubau ersetzt. 1914 wurde der Flauchersteg als Holzbrücke auf Betonpfeilern neu errichtet. Im Zweiten Weltkrieg wurde der Flauchersteg 1943 durch Bomben stark beschädigt, 1945 wurde er wieder instand gesetzt.
Wegen Baufälligkeit wurde das hölzerne Tragwerk des Stegs bei einer Generalsanierung 2000/2001 durch eine Stahlkonstruktion ersetzt, durch den Beschlag mit Lärchenholz blieb der ursprüngliche Charakter des Brückenbauwerks jedoch zumindest teilweise gewahrt. Doch auch zuvor und danach mussten schon mehrmals Teile des Flaucherstegs aufgrund von Unterspülungen bei Hochwasser erneuert werden, zuletzt wurde sein östlicher Teil beim Alpenhochwasser 2005 im Bereich des Ende des Jahres 2000 als Fischpass errichteten 340 Meter langen Wehrumgehungsgewässers, das für einen Durchfluss von rund 500 Liter pro Sekunde ausgelegt war, schwer beschädigt: einer der Betonpfeiler sackte um mehr als einen Meter ab, wodurch der Steg sich auf etwa 50 Meter Länge senkte und wellte. Auch der mit großem Aufwand angelegte Fischpass wurde komplett weggespült beziehungsweise mit Kies überdeckt.
Der beschädigte Abschnitt des Flaucherstegs war bis ins Frühjahr 2006 für Passanten gesperrt. Nach Aufbesserungsarbeiten ist der Steg seit Juni 2006 wieder komplett begeh- und befahrbar.

## Beschreibung

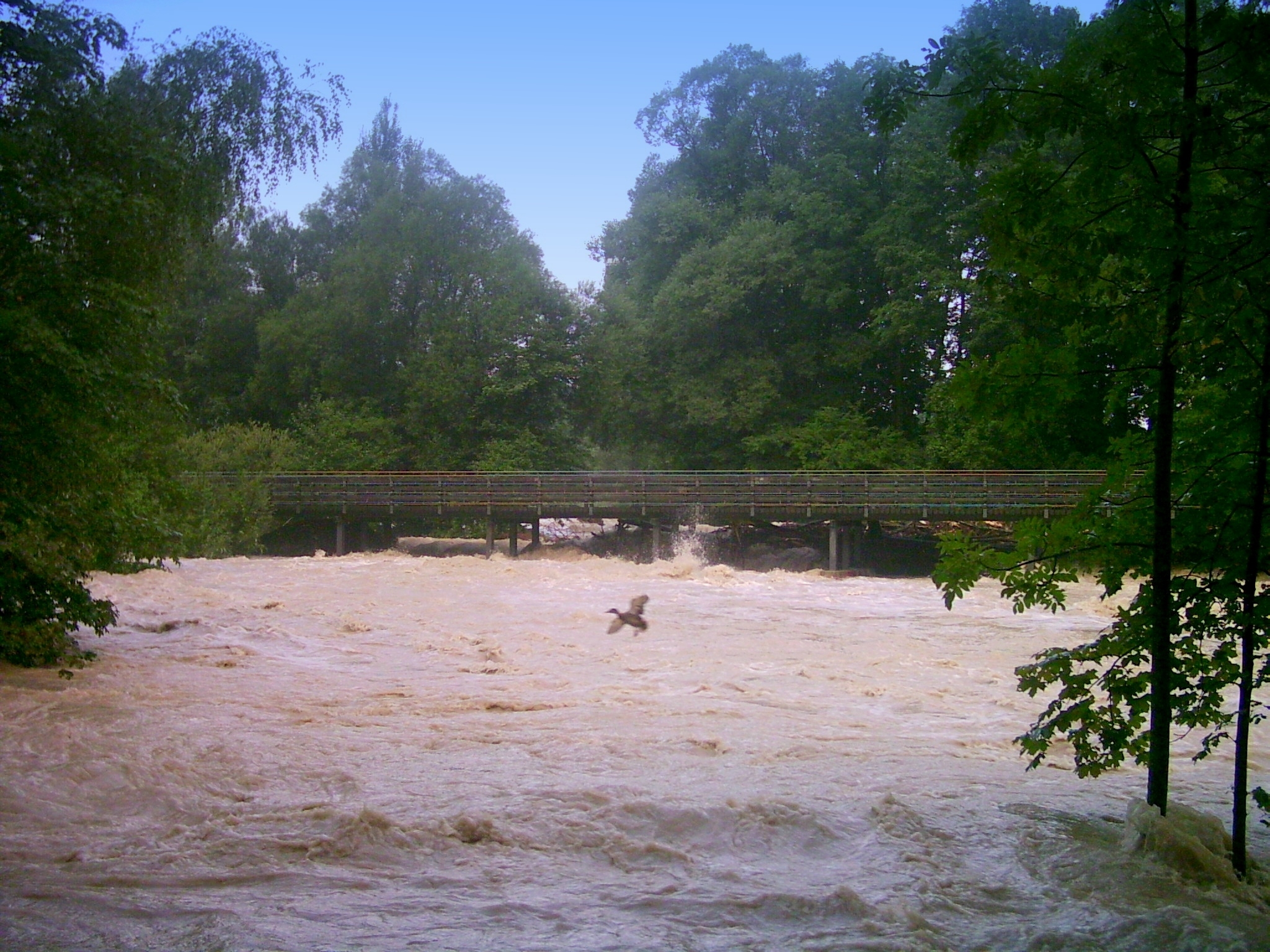
24. August 2005:
Flauchersteg im Hochwasser

Der Flauchersteg ist eine Mehrfeldträger-Balkenbrücke mit einer Auflage von Holzbohlen. Die Gesamtlänge des Stegs beträgt 340,50 m, seine Breite 4 m.